# Corpul clitorisului
Corpul clitorisului (lat. Corpus clitoridis) reprezintă o poțiune a clitorisului, cuprinsă între gland și locul de unire a celor două rădăcini ale corpilor cavernoși. Inițial, corpul continuă traiectoria rădăcinilor spre simfiza pubiană, având un diametru relativ mare, însumând diametrul rădăcinilor. Schimbarea bruscă a direcției a corpului formează unghiului sau genunchiul clitorisului.
Suprafața mediană a tunicii albuginee, a fiecărei rădăcini, formează septul rădăcinilor și se extinde în septul median al corpului clitorisului. 

## Morfologie
Unghiul (sau după L. Kobelt: genunchiul) reprezintă o regiune importantă a clitorisului, deoarece aici se modifică brusc direcția corpilor cavernoși și are loc atașarea lor de simfiza pubiană, prin intermediului ligamentului suspensor. Începând cu genunchi, clitorisul preia forma finală cilindrică, care se prelungește spre suprafața pielii, formând glandul clitoridian. Unghiul corpului variază între 85 - 150°, media fiind de 90°. De regulă, partea superioară a unghiul corpului este rotunjită, amplasată în profunzimea țesuturilor, mai rar fiind proeminentă sau vizibilă. Unghiul clitorisului este legat de simfiza pubiană atât prin ligamentul suspensor cât și prin fascia retro-crurală unită de pubis prin fibre externe. Unghiul divizează corpul clitorisului în două porțiuni: una pubiană ascendentă și alta prepuțială descendentă. 
Segmentul pubian (partea preunghiulară) a corpului clitoridian, situat în amonte de genunchi, rezultă din împreunarea celor doi corpi cavernoși ale rădăcinilor (pedunculilor). Această secțiune este relativ scurtă și nu depășește 2 cm (lungime medie fiind de 1,28 cm).
În segmentul pubian, corpii cavernoși ai rădăcinilor își mai păstrează forma cilindrică. Ei se unesc prin marginile mediane ale tunicii albuginee. Tunica albuginee se unește pe lina mediană formând un singur sept și forma corpilor cavernoși cilindrici devine semicilindrice. În așa mod, prin unirea fibrelor conjunctive se formează comisura cavernoasă. Ulterior, tunica albuginee ale ambelor rădăcini, se contopește definitiv generând septul median al corpului clitoridian. Cavitățile cavernoase, care se umplu cu sânge în timpul excitației, sunt relativ mari la nivelul rădăcinilor, dar se micșorează la nivelul corpului clitoral fără ca să se diminueze densitatea acestora. 
Corpul clitorisului este palpabil și, la unele femei, parțial vizibil în segmentul prepuțial (sau partea postunghiulară). Această secțiune a corpului, cu orientare descendentă, este îndreptat în partea inferioară (posterioară). Partea distală a corpului clitorisului poate fi pipăită sub pielea prepuțului, la nivelului extensiunilor tegumentare ale labiilor mici. Acest segment al corpului clitorisului este denumită uneori axul clitorisului. Lungimea medie a secțiunii prepuțiale constituie 3,24 cm.
Lungimea medie totală a corpului clitorisului măsoară ‭4,52‬ cm, prezentând variații individuale.
Cât privește modul de determinare a diametrului (grosimii) corpului clitorisului, între savanți nu există un consens. Una dintre dileme constituie definirea noțiunii de „diametru clitoral„: care poate include doar dimensiunea corpilor cavernoși sau trebuie să fie incluse și învelișurile sale. Diametrul mediu al unei rădăcini este de 0,9 cm, în acest caz diametrul corpului va fi de 1,8 cm. Diametrul corpului scade progresiv odată cu înaintarea spre glandul clitorisului, micșorându-se până la 8 mm în grosime. Doar la extremitatea anterioară are loc o mică dilatarea a corpilor cavernoși, formând glandul clitorisului. Locul înserării prepuțului, de-a lungului liniei de joncțiune a prelungirilor labiale cu baza glandului, constituie granița dintre corp și gland.

## Anatomie

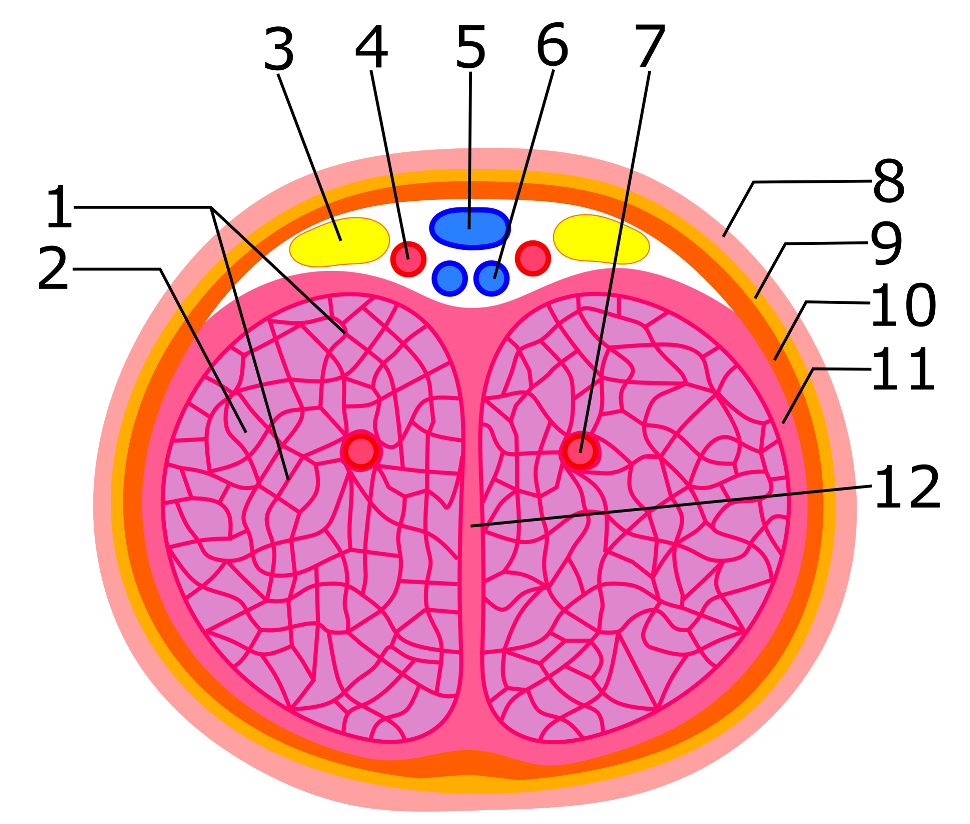
Secțiune transversală prin corpul clitorisului (segmentul prepuțial):
Corpii cavernoși:
1 - Trabecule;
2 - Cavernă (lacună);
Vase și nervi:
3 - Nervul dorsal al clitorisului;
4 - Artera superficială a clitorisului;
5 - Vena dorsală superficială;
6 - Vena dorsală profundă;
7 - Artera profundă a clitorisului;
Învelișuri:
8 - Piele;
9 - Țesut subcutanat;
10 - Fascia clitorisului;
11 - Tunica albuginea;
12 - Septul median al corpului clitorisului.

Corpul clitorisului este alcătuit din doi corpi cavernoși, situați paralel. Corpii cavernoși sunt înconjurați de tunica albuginee, constituită din țesut conjunctiv dens fibros. Albuginea este acoperită de fascia clitorisului, de asemenea o membrană fibro-elastică, comună care leagă corpii cavernoși.

## Vascularizația și inervația
Fiecare corp cavernos este străbătut de artera profundă a clitorisului (sau artera cavernoasă) ce asigură umplerea cavitățile cavernoase cu sânge, generând erecția clitorisului. Venele dorsale superficiale ale clitorisului realizează refluxul sângelui spre vena femurală.
Sensibilitatea corpului clitorisului este realizată corpusculi senzoriali și terminații nervoase, precum mecanoreceptorii Vater-Pacini. Semnale receptorilor sunt transmise către nervul dorsal al clitorisului.